# Leptostelma
Leptostelma es un género de plantas con flores perteneciente a la familia  Asteraceae. Comprende 6 especies descritas y, de estas, solo 4 aceptadas.

## Taxonomía
El género fue descrito por  David Don y publicado en The British Flower Garden, . . . series 2 38. 1830.

## Especies
- Leptostelma catharinense (Cabrera) A. Teles & Sobral
- Leptostelma meyeri (Cabrera) A. Teles
- Leptostelma tucumanense (Cabrera) A. Teles
- Leptostelma tweediei (Hook. & Arn.) D.J.N.Hind & G.L.Nesom